# Yuanling Yuan
Yuanling Yuan (chinesisch 袁元凌, Pinyin Yuán Yuánling; * 3. Juni 1994 in Shanghai) ist eine kanadische Schachspielerin.

## Leben

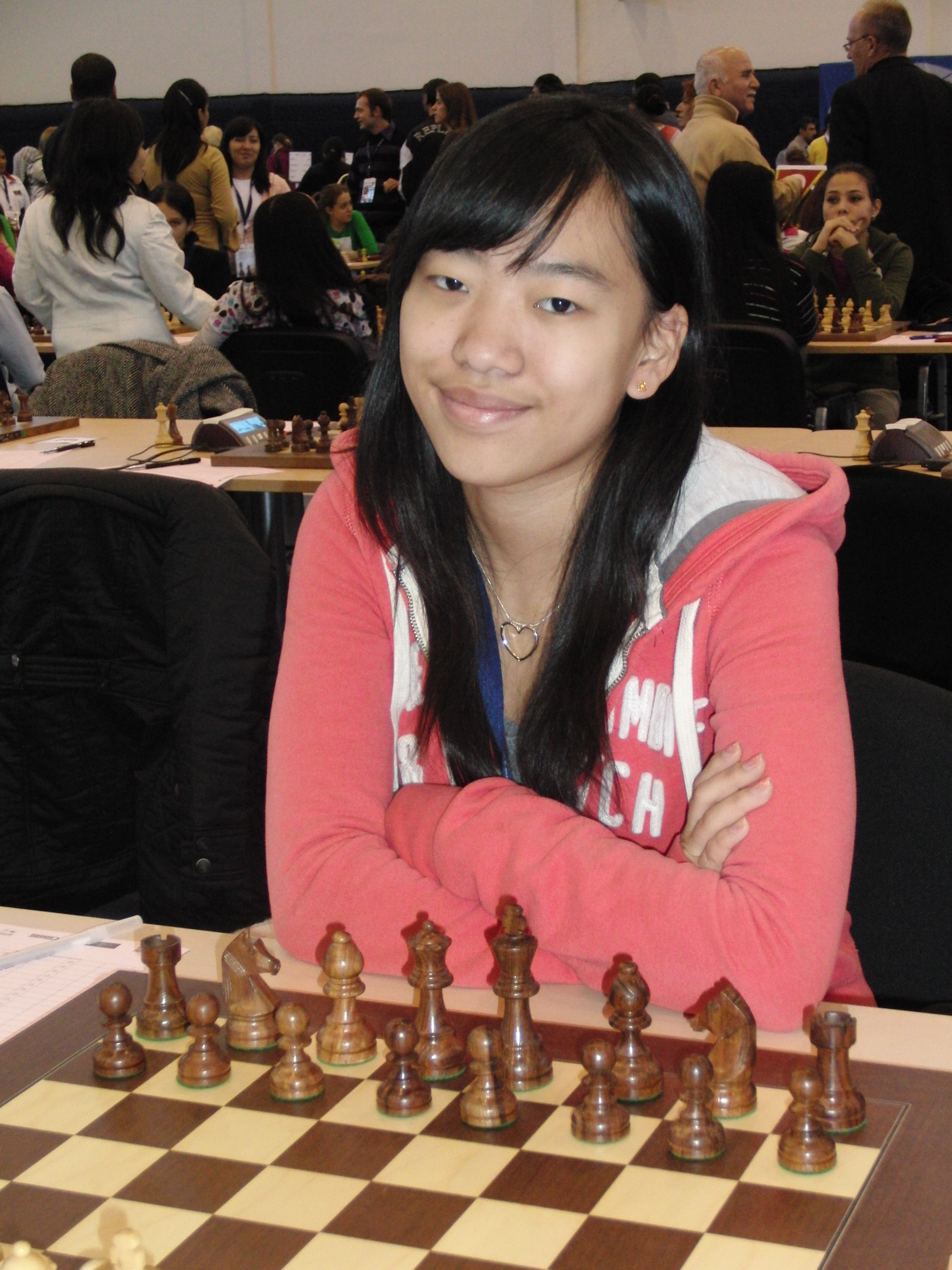
Yuanling Yuan bei der Schacholympiade 2010 in Chanty-Mansijsk

Die Familie zog nach Kanada, als Yuanling Yuan fünf Jahre alt war. Das Schachspielen lernte sie von ihrem Vater. 2003 zog die Familie von Ottawa nach Toronto. In Ottawa spielte sie für den RA Chess Club. Ihr Schachverein in Toronto ist der Scarborough Chess Club. Sie besuchte das Victoria Park Collegiate Institute in Toronto und studiert seit 2012 an der Yale University in New Haven (Connecticut).

## Erfolge
2003 wurde Yuanling Yuan kanadische Meisterin in der Altersklasse U10. 2007 gewann sie als Siebtklässlerin die Hochschulmeisterschaften von Toronto und Ontario, im selben Jahr wurde sie Juniorenmeisterin von Toronto. 2008 belegte sie bei der panamerikanischen Frauenmeisterschaft in San Salvador hinter der Kubanerin Zirka Frómeta Castillo den zweiten Platz. Ebenfalls Zweite wurde sie beim Zonenturnier 2008 in Kitchener (Ontario).
Für die kanadische Frauennationalmannschaft spielte Yuanling Yuan bei der Schacholympiade 2008 in Dresden am zweiten Brett (6,5 Punkte aus 10 Partien), der Schacholympiade 2010 in Chanty-Mansijsk am Spitzenbrett (7,5 Punkte aus 11 Partien) und bei der Schacholympiade 2014 in Tromsø erneut am Spitzenbrett (7,5 Punkte aus 11 Partien).
In der United States Chess League spielte sie 2012 für die Connecticut Dreadnoughts.
Seit Oktober 2009 trägt sie den Titel Internationaler Meister der Frauen (WIM). Damit war sie die bis dahin jüngste Kanadierin, die jemals diesen Titel erhielt (2015 wurde Qiyu Zhou ebenfalls im Alter von 15 Jahren zur WIM ernannt). Die Normen hierfür erzielte sie bei der panamerikanischen Einzelmeisterschaft der Frauen im Mai 2008 mit Übererfüllung und sechs Wochen später bei einem Einladungsturnier in Chicago. Ihre Elo-Zahl von 2270 im Mai 2015 war damals die höchste Elo-Zahl, die je von einer Kanadierin erreicht wurde (im Oktober 2015 erreichte Zhou Qiyu mit 2328 eine höhere Elo-Zahl).

## Chess in the Library
Im Juni 2009 gründete sie das Programm Chess in the Library. Es handelt sich hierbei um eine Organisation, die ehrenamtlich für das Schachspielen in öffentlichen Büchereien wirbt, dort für die Möglichkeit des Schachspielens sorgt und allgemein das Schachspielen in Büchereien organisiert. Dem Programm sind zwanzig Stadtbüchereien in Kanada (Ontario, Alberta und British Columbia) und eine Bücherei in Washington, D.C. angeschlossen.

## Partiebeispiel
In der achten Runde der Schacholympiade 2010 spielte Yuanling Yuan mit Schwarz gegen die Norwegerin Katrine Tjølsen. In einem Königsfianchetto, der in eine Englische Eröffnung überging, schaffte es Yuanling Yuan durch konsequentes Spiel, den Damenflügel zu dominieren und gewann so die Partie.
1. g2–g3 e7–e5 2. c2–c4 Sg8–f6 3. Lf1–g2 g7–g6 4. Sb1–c3 Lf8–g7 5. e2–e4 Sb8–c6 6. Sg1–e2 d7–d6 7. 0–0 0–0 8. d2–d3 Sf6–e8 9. Sc3–d5 a7–a5 10. Lc1–e3 Sc6–d4 11. Se2xSd4 e5xSd4 12. Le3–d2 c7–c6 13. Sd5–f4 Se8–c7 14. h2–h3 f7–f5 15. Dd1–e1 f5xe4 16. d3xe4 Sc7–e6 17. Sf4xSe6 Lc8xSe6 18. b2–b3 a5–a4 19. f2–f4 Dd8–b6 20. Ta1–b1 a4xb3 21. a2xb3 Kg8–h8 22. Kg1–h2 Ta8–a2 23. Ld2–b4 c6–c5 24. Lb4–d2 Db6–a6 25. De1–e2 Da6–a3 26. Tf1–f3 Tf8–e8 27. De2–d3 b7–b5 28. f4–f5 Le6xc4 29. b3xLc4 Da3xDd3 30. Tf3xDd3 b5xc4 31. Td3–f3 Ta2xLd2 32. f5–f6 Lg7–h6 33. Tf3–a3 Lh6–g5 34. e4–e5 d6xe5 35. Tb1–b7 Lg5xf6 36. Ta3–a7 Te8–e7 Weiß gab auf, da die schwarzen Bauern nicht mehr aufzuhalten sind. 0:1
|   | a | b | c | d | e | f | g | h |   |
| 8 |   |   |   |   |   |   |   |   | 8 |
| 7 |   |   |   |   |   |   |   |   | 7 |
| 6 |   |   |   |   |   |   |   |   | 6 |
| 5 |   |   |   |   |   |   |   |   | 5 |
| 4 |   |   |   |   |   |   |   |   | 4 |
| 3 |   |   |   |   |   |   |   |   | 3 |
| 2 |   |   |   |   |   |   |   |   | 2 |
| 1 |   |   |   |   |   |   |   |   | 1 |
|   | a | b | c | d | e | f | g | h |   |

Endstellung nach 36. … Te8–e7